# Pityriasis versicolor
 Mise en garde médicale
Le Pityriasis versicolor, du latin « versicolor » (qui change de couleur, qui se nuance de différentes couleurs) est une mycose superficielle. Cette mycose est induite par la prolifération dans la peau d'un microchampignon (levure) ; le plus souvent il s'agit de Malassezia globosa (ovalis), une levure commensale vivant sur la peauou dans un petit nombre de cas par la  Malassezia furfur. 

Cette mycose est tout à fait bénigne et le préjudice n'est qu'esthétique.

## Microbiologie
Cette levure fait normalement partie du microbiote cutané qui vit à la surface de la peau mais dans certaines situations, elle se multiplie à grande vitesse et occasionne ces petites taches brunes ou décolorées. Du grec πιτυρίασις (de πίτυρον, son de blé grossièrement moulu), littéralement « maladie de peau qui ressemble au son moulu », et du latin versicolor, à couleur changeante (versere, changer ; color, couleur).
Ce champignon affectionne particulièrement les peaux grasses, siégeant sur le thorax mais également sur le cou et les épaules, le haut du dos et sur les membres supérieurs, rarement sur les membres inférieurs.

## Épidémiologie
La maladie est beaucoup plus fréquente dans les pays tropicaux. les facteurs favorisant sont l'humidité (dont la transpiration), la chaleur, la présence d'un déficit immunitaire. 
Cette pathologie est considérée comme non contagieuse. Les réinfestations sont fréquentes. 
Elle touche indifféremment l'homme ou la femme. Elle peut atteindre l'enfant mais est plus fréquente chez l'adolescent ou le jeune adulte.

## Description
Il provoque des  taches d'aspect allant du blanc au brun, de coloration dite « chamois », par hypopigmentation de la peau brune et parfois hyperpigmentation sur peau claire. Des démangeaisons peuvent survenir lorsque la maladie est plus active. les lésions sont typiquement plus apparentes après grattages ou lors de l'étirement de la peau.
Il atteint essentiellement le torse.

## Diagnostic
La simple description suffit généralement à faire le diagnostic. En cas de doute, une examen au microscope du résultat du grattage d'une lésion peut permettre, après coloration, de visualiser la mycose.

## Diagnostic différentiel
Des lésions d'aspect proche peuvent survenir après une atteinte cutanée inflammatoire.
Le vitiligo concerne d'autres zones (plis) qui sont davantage confluentes.
D'autres maladies dermatologiques peuvent prêter à confusion : pityriasis rosea, papillomatose réticulée, hypomélanose maculaire progressive…

## Traitement
Elle se traite par la suppression des facteurs favorisants ou l'administration d'un antimycosique par voie cutanée ou, plus rarement, par voie orale. L'application d'un shampoing à base de kétoconazole permet de traiter le pityriasis versicolor en une seule application (70 % de guérison un mois après le traitement). Il faudra aussi refaire ce traitement avant et après une baignade en piscine pour éviter toute nouvelle infection puisque les patients l'ayant développée restent sujets à cette maladie.
Certaines préconisations peuvent lutter contre une récidive : 
- porter des sous-vêtements en coton,
- éviter les saunas et les hammams (endroits chauds et humides),
- entreprendre un traitement préventif avant la période des grandes chaleurs,
- entreprendre un traitement curatif après les expositions solaires.

En l'absence de traitement préventif, le pityriasis versicolor récidive assez souvent, mais il est probablement plus simple d'appliquer à nouveau un traitement à chaque récidive plutôt que de faire systématiquement une prévention contraignante et coûteuse.
Même si le traitement est efficace, le trouble de la pigmentation peut rester visible plusieurs mois.

## Galerie

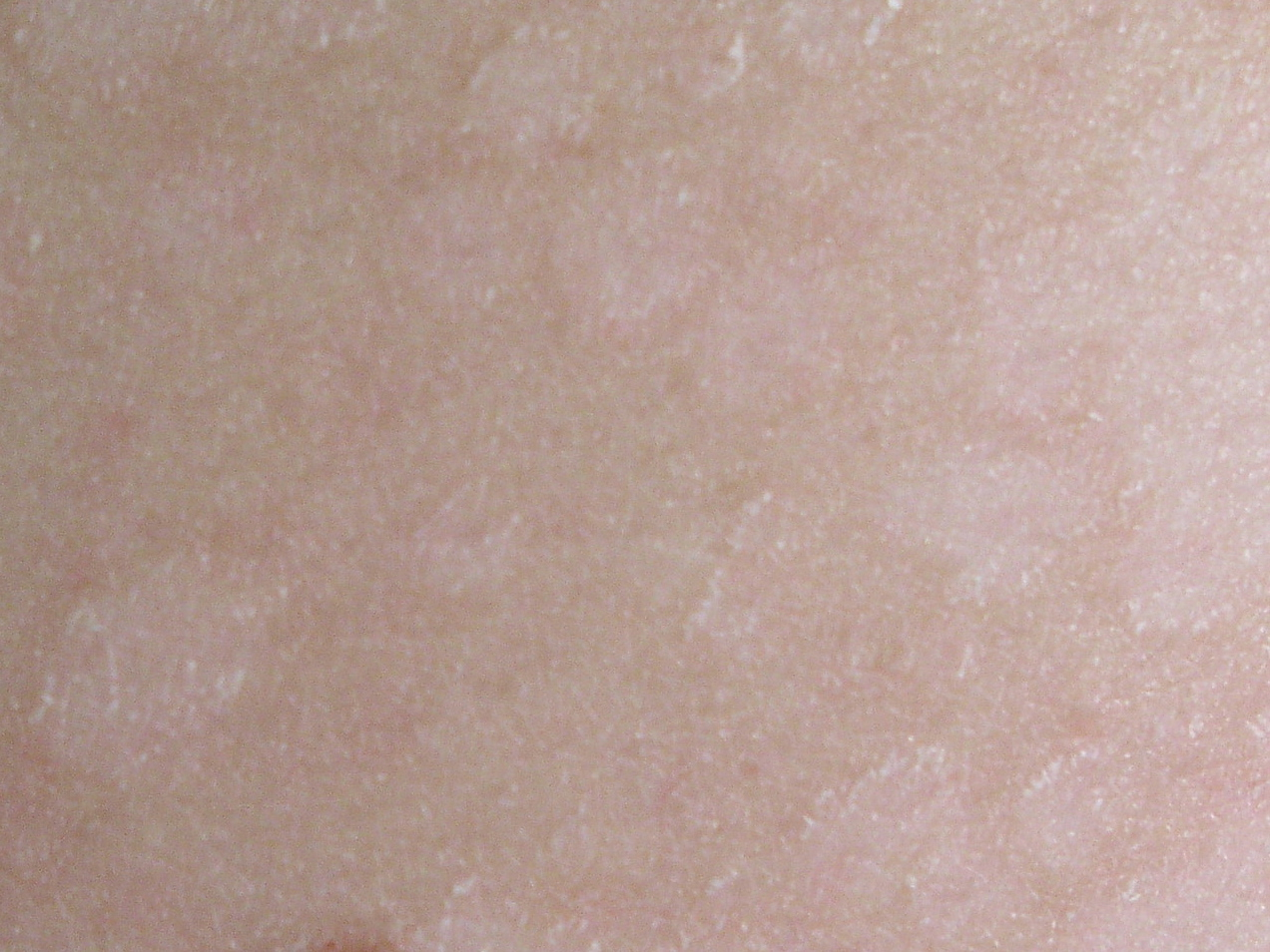
Pityriasis Versicolor.
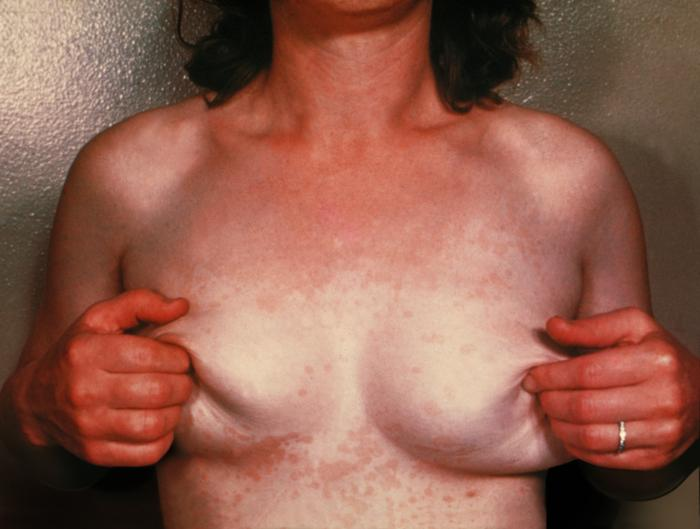
Patiente avec Pityriasis versicolor.